# Andésite
L’andésite est une roche volcanique, de composition intermédiaire et généralement de couleur grise. 
L'andésite est la roche volcanique la plus courante après le basalte. Appartenant à la série magmatique calco-alcaline, elle est le produit le plus courant du volcanisme des zones de subduction. Elle est donc particulièrement caractéristique de l'arc antillais et de la ceinture de feu du Pacifique et tire son nom de la cordillère des Andes. Cependant, l'andésite ne se trouve pas nécessairement dans le contexte tectonique de la zone de subduction, car l'andésite est définie par sa composition chimique plutôt que par les conditions dans lesquelles elle s'est formée. Les volcans à prédominance de lave andésitique sont de nature explosive et produisent non seulement de la lave, mais aussi de grandes quantités de téphras. Les éruptions volcaniques andésitiques peuvent donc être très dangereuses et puissantes, et s'accompagnent souvent de la formation de nuées ardentes.
L'andésite est de couleur gris foncé à clair ou brun. Sur le plan minéralogique, l'andésite est composée principalement de pyroxène, de plagioclase et d'amphibole. La composition de l'andésite est entre celle du basalte et de la dacite, caractérisée par une transition de couleur douce, le basalte non concassé est noir, l'andésite est principalement gris foncé ou brun, et la dacite gris clair. La structure de l'andésite est principalement porphyrique, des phénocristaux apparaissent dans la roche à grains fins prédominante.
Les éruptions volcaniques les plus puissantes des temps historiques ont été principalement de composition andésitique. Il s'agit notamment de Tambora (1815), Krakatoa (1883), montagne Pelée (1902), mont Katmai (1912), mont Saint Helens (1980) et Pinatubo (1991).

## Description
La définition moderne de l'andésite, comme celle des autres roches ignées, a été élaborée par la sous-commission de la systématique des roches ignées de l'Union internationale des sciences géologiques (UISG).
Une fois la composition minéralogique modale de la roche déterminée, l'andésite est classée à l'aide de la classification de Streckeisen, ou diagramme QAPF (quartz, feldspaths alcalins, plagioclases, feldspathoïdes) comme suit :
- Q/(Q+A+P) compris entre 0-20 %,
- F/(F+A+P) compris entre 0-10 %,
- P/(A+P) supérieur à 65 %,

et une teneur en minéraux colorés (principalement les pyroxènes, les amphiboles, la biotite et l'olivine) inférieure à 35 %. La proportion de minéraux colorés distingue l'andésite du basalte, dont la proportion de minéraux colorés est supérieure à 35 %.
L'andésite, comme la plupart des roches volcaniques, présente une structure microlitique. Les andésites sont souvent riches en phénocristaux de feldspaths plagioclase et de minéraux ferromagnésiens (hornblende brune, pyroxènes, amphiboles…), noyés dans une pâte appelée verre.
L'andésite est l'équivalent volcanique de la diorite plutonique.
Elle a pour température de fusion la fourchette de 900~1 100 °C.

## Occurrences

### Gisements terrestres

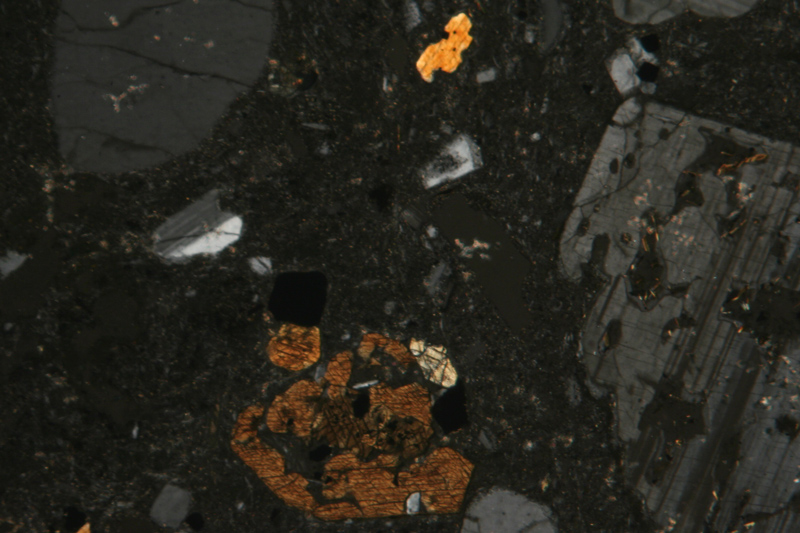
Une lame mince d'andésite observée au microscope en lumière polarisée-analysée : feldspath plagioclase (gris), amphibole (marron) et pâte microlitique (noire).

Les andésites sont caractéristiques des zones de convergence. On en trouve dans la cordillère des Andes (d'où dérive leur nom), au Japon et dans de nombreux arcs insulaires (Antilles, Indonésie, Sud-Ouest de l'océan Pacifique…).
C'est principalement de cette roche que sont constitués les murs dits « cyclopéens » d'origine Inca de la ville historique de Cuzco.
En France métropolitaine, elles sont présentes dans le massif de l'Esterel (estérellite), il est aussi possible d'en trouver un filon à Sion-sur-l'Océan. Elles sont par contre abondantes dans les départements des Antilles (Guadeloupe et Martinique).
Il n'existe pas d'andésite vraie dans le volcanisme récent du Massif central. Dans la chaîne des Puys (pierre de Volvic), le Cantal (Carladès — où elles servaient à construire les murs des maisons, des églises et des châteaux) et la région du Mont-Dore, il s'agit de trachyandésite.

### Andésites extraterrestres

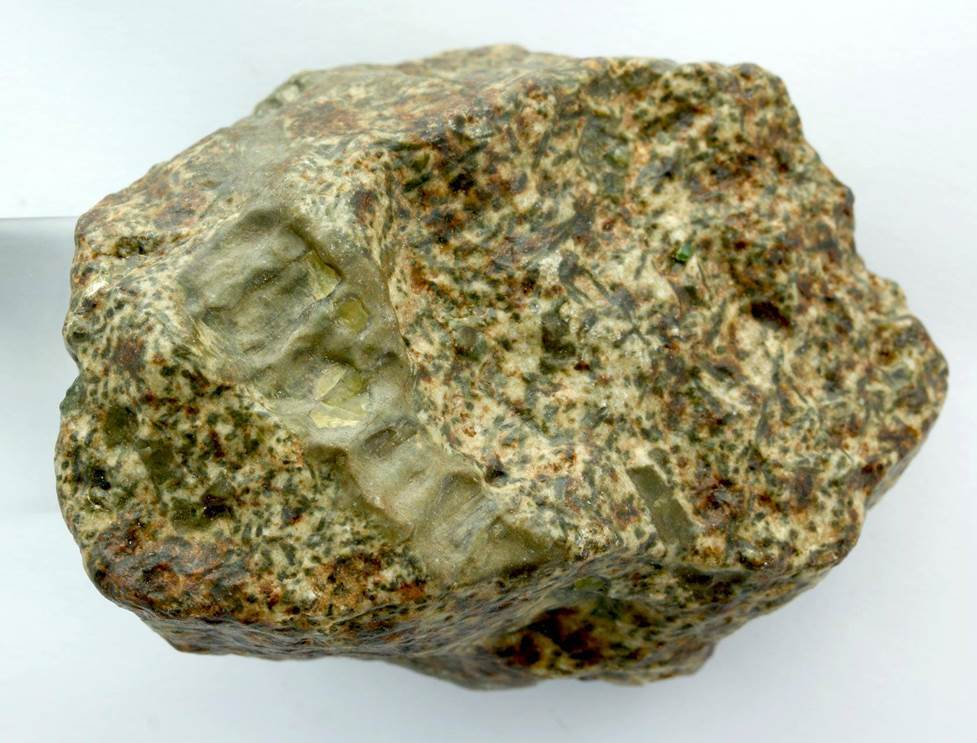
Fragment de la météorite Erg Chech 002, une achondrite non groupée.

La plupart des roches volcaniques extraterrestres sont des basaltes ou des gabbros, mais on connaît une météorite dont la composition chimique et minéralogique est celle d'une andésite : Erg Chech 002, qui est par ailleurs la plus ancienne roche magmatique connue en 2021 (âge de cristallisation : 4,565 Ga).

#### Articles
- M. Girod et C. Lefevre, « Nature et origine des "andésites" et "trachyandésites" cénozoïques du Massif Central français », Contributions to Mineralogy and Petrology, Volume 36, no 4, décembre 1972, p. 315-328

#### Ouvrages
- M. Renard, Y. Lagabrielle, E. Martin, M. de Rafélis, Éléments de Géologie : 15e édition du « Pomerol », Paris, Dunod, 2015, 1142 p. (ISBN 978-2-10-072480-2)
- A. Foucault, J.F. Raoult, Dictionnaire de géologie : géophysique, Préhistoire, paléontologie, pétrographie, minéralogie, Paris, Dunod, 2010, 7e éd., 388 p. (ISBN 978-2-10-054778-4)
- P. Barois, Guide encyclopédique des volcans, Delachaux & Niestlé, coll. « Les guides du naturaliste », 2004, 416 p. (ISBN 978-2-603-01301-4)